# 大暮維人
大暮 維人（おおぐれ いと、ローマ字表記：Oh!Great、1972年2月22日 - ）は、日本の漫画家。原画、イラストなどの仕事も手がける。宮崎県出身。血液型はAB型。既婚。

## 来歴
高校時代は美術部に所属し、画家を目指していたが経済的な問題で大学へ行けず、23歳まで画材屋にサラリーマンとして勤める。
働いていたときにパチンコで作った多額の借金を返済するため、賞金目当てで漫画誌に投稿したのが漫画家の道を歩むきっかけとなった。
1995年に『漫画ホットミルク』掲載の「SEPTEMBER KISS」でデビューし、1997年に『月刊少年キャプテン』で連載した『BURN-UP W』で一般誌デビュー。

## 年表
- 1993年 - 成人向け漫画誌『漫画ホットミルク』（コアマガジン）ホットミルク漫画大賞で「世界肉体野郎」が入選する。
- 1995年 - 『漫画ホットミルク』に掲載された「SEPTEMBER KISS」でデビュー。
- 1997年 - 『少年キャプテン』にて「BURN-UP W」の連載を開始。しかし連載2回目で同誌が休刊し、打ち切りとなった。同年、『ウルトラジャンプ』（集英社）にて「天上天下」の連載を開始。
- 2002年 - 『週刊少年マガジン』（講談社）で、「エア・ギア」の連載を開始。
- 2004年 - 「天上天下」アニメ化。
- 2006年 - 「エア・ギア」が第30回講談社漫画賞少年部門を受賞し、アニメ化。
- 2013年 - 『ウルトラジャンプ』（集英社）にて「バイオーグ・トリニティ」連載開始。
- 2018年 - 『週刊少年マガジン』（講談社）にて西尾維新の小説「化物語」のコミカライズ連載を開始。
- 2024年 - 『週刊少年マガジン』（講談社）にて「灰仭巫覡」の連載を開始[3]。

## エピソード等
- 「SEPTEMBER KISS」でデビューの際、「（同誌で活動していた作家）すえひろがりの絵柄を参考にした」と天竺浪人によるインタビューにて答えている。
- 2007年度東京オートサロンでは、大暮のデザインした『Oh!Gre8 RX8』が展示された。
- フリーターだった頃、漫画家の森田まさのりのアシスタントに応募したことがあるが、返事が来なかった。
- フクロウ（アフリカオオコノハズク）などの珍しいペットをたくさん飼っている。
- 歴史マニア。
- 警察官に職務質問を8回されたことがある。理由は深夜に怪しい風体で徘徊しているため。また、仕事帰りのOLにストーカーと間違えられたことがある[4]。

## 作風
- 作画技術は初期から大きく変化しており、エフェクトや液体の描写には定評がある。その反面、作画のミスも多めである。これに関してはエア・ギア 第23巻の帯において「修行の一環」と語られている。
- 女性キャラクターのヌードが多く、レイプなどの描写がある。
- セリフ回しでは俗語を多用し、関西弁を使うキャラクターを好んで登場させる。
- 『ジョジョの奇妙な冒険』など、さまざまな有名人、有名キャラクターのパロディが作中に多数登場する。
- 決めのページから前後にネームを切っていく癖がある。

## 作品リスト

### 漫画作品

#### 連載
- BURN-UP W（『月刊少年キャプテン』1997年1月号 - 同年2月号、全1巻）
  - BURN-UP EXCESS&W（『月刊アニメージュ』2月増刊）
- 天上天下（『ウルトラジャンプ』1997年vol.11 - 2010年9月号、全22巻）
- 魔人〜DEVIL〜（『マガジンSPECIAL』2000年No.11 - 2001年No.9、全2巻）
  - 魔人-Devil-（『週刊少年マガジン』1999年vo.29 - 同年vol.30、前後編・第1章）
- 火魅子伝〜恋解〜 臥雲の章（『月刊コミックドラゴン』1998年12月号 - 1999年5月号、全1巻）※原案：舞阪洸
- エア・ギア[5]（『週刊少年マガジン』2002年No.49 - 2012年No.25、全37巻）
- バイオーグ・トリニティ（『ウルトラジャンプ』2013年1月号 - 2018年1月号、全14巻）※共著：舞城王太郎
- 化物語（『週刊少年マガジン』2018年15号[6] - 2023年15号[7]、全22巻）※原作：西尾維新[8]
- 灰仭巫覡（『週刊少年マガジン』2024年26号 - 連載中、既刊5巻）
  1. 2024年8月16日発売[9][10]、ISBN 978-4-06-536535-9
  2. 2024年11月15日発売[11]、ISBN 978-4-06-537050-6
  3. 2025年2月17日発売[12]、ISBN 978-4-06-538422-0
  4. 2025年5月16日発売[13]、ISBN 978-4-06-539353-6
  5. 2025年8月12日発売[14]、ISBN 978-4-06-540377-8

#### 読切・短編
- Ａ＋（エープラス）（『週刊少年マガジン』2000年No.2・3合併号）
- 豊死魔区西部戦線 ウエストサイド・ストリート（『月刊少年エース』2000年4月号）
- 天上天下 番外編（『ウルトラジャンプ』2010年12月号）
- 白洲次郎（『週刊新マンガ日本史』第50号 2011年 朝日新聞出版）

### 成人向け漫画作品
- エンジンルーム 血冷式内燃機関室（1996年、コアマガジンホットミルクコミックス。ISBN 4-87734-056-4）
- 5〜ファイブ〜（1997年、ホットミルクコミックス。ISBN 4-87734-112-9）
- JUNK STORY 鉄屑物語（1998年、ホットミルクコミックス。ISBN 4-87734-180-3）
- NAKED STAR（2004年、ホットミルクコミックス。ISBN 4-87734-756-9）

### アンソロジー
- ウルトラジャンプ・メガミックスVol.1（2003年、ウルトラジャンプコミックス。ISBN 4-08-782780-1）

### 画集
- 『大暮維人 火魅子伝原画集』（富士見書房〈ドラゴンマガジン編集部・編〉、1999年6月10日初版発行）ISBN 4-8291-7418-8
- 『大暮維人画集 Sky &』（講談社、2021年8月12日第1刷発行）ISBN 978-4-06-524143-1
- 『大暮維人画集 & Blast』（集英社、2021年8月22日発行）ISBN 978-4-08-792745-0

### テクニックブック
- Comickersテクニックブック『イラストスタートアップガイド カラーマーカー Color Marker』（美術出版社、2001年10月5日初版発行）ISBN 4-568-50229-2
- 『コミッカーズアートスタイル Vol.1 最新カラーテクニック』（美術出版社、2005年11月30日初版第一刷発行）ISBN 4-568-50292-6

### 装画・挿絵
- 火魅子伝（舞阪洸作、富士見ファンタジア文庫、全10巻）
- アンデッドガール・マーダーファルス（青崎有吾作、講談社タイガ、既刊3巻）

### イラスト
- アリス解体新書（『漫画ホットミルク12月号増刊 アリスの城』 1995年）
- E-Oppers（『ヤングマガジンアッパーズ』1998年17号、1999年20号）
- IKKI GAL's GALLe’06（『スピリッツ増刊IKKI』2002年8号）
- 『ミラクルジャンプ』2011年No.4表紙イラスト
- 山田くんと7人の魔女 2015年第二話エンドカード
- アルスラーン戦記 2015年第十九話エンドカード

### 衣装デザイン
- 鉄拳5（家庭用）風間飛鳥、吉光
- 鉄拳6（家庭用）リリ
- 鉄拳タッグトーナメント2（家庭用）アンナ・ウィリアムズ

### マシンデザイン
- Oh!Gre8（マツダ・RX-8を改造したデモカー） ※マシンメイクはRE雨宮が担当。

### キャラクターデザイン
- ソウルキャリバーIV（プレイステーション3、Xbox 360）アシュロット
- サンデー×マガジン クロスライン（漫画、作：村枝賢一）スワローテール、BC（バイオケミカル）
- 鴉 KARASU（原作：町田一八、作画：柳ゆき助、ヤングガンガン連載）
- デジモンストーリー サイバースルゥースイーター
- infini-T Force（2017年、日本テレビ、監督：鈴木清崇）
- スタースマッシュ（2020年、スマートフォンアプリ）[15]
- NIGHT HEAD 2041（2021年、フジテレビ、監督：平川孝充）

## その他の活動
- 講談社漫画賞・選考委員 - 第40回（2016年）から第44回（2020年）まで

## 関連人物
- 野口友梨子 - 元アシスタント[16]。